# Hiroshi Jōfuku
Hiroshi Jōfuku (japanisch 城福 浩 Jōfuku Hiroshi; * 21. März 1961 in der Präfektur Tokushima) ist ein japanischer Fußballspieler und -trainer.

## Karriere
Jōfuku erlernte das Fußballspielen in der Universitätsmannschaft der Waseda-Universität. Seinen ersten Vertrag unterschrieb er 1983 bei Fujitsu. Der Verein spielte in der zweithöchsten Liga des Landes, der Japan Soccer League Division 2. Er spielte dort von 1983 bis 1989 und war später von 1993 Co-Trainer dieser Mannschaft. 1996 wurde Jōfuku Cheftrainer. 1999 wechselte er zu FC Tokyo. Von 2008 bis September 2010 war er der Cheftrainer. 2009 gewann er mit dem Verein den J.League Cup. 2012 wechselte er zum Zweitligisten Ventforet Kofu. 2012 wurde er mit dem Verein Meister der J2 League und stieg in die J1 League auf. Von 2012 bis September 2014 war er der Cheftrainer. 2016 kehrte er zu FC Tokyo zurück. 2018 wechselte er zum Ligakonkurrenten Sanfrecce Hiroshima. 2018 wurde er mit dem Verein Vizemeister der J1 League.